# Ordine nazionale del Leopardo
L'Ordine Nazionale del Leopardo è un ordine cavalleresco della Repubblica Democratica del Congo.

## Storia
L'Ordine è stato fondato il 24 maggio 1966 dal presidente Mobutu Sese Seko.

## Classi
L'Ordine dispone delle seguenti classi di benemerenza:
- Gran Cordone
- Grand'Ufficiale
- Commendatore
- Ufficiale
- Cavaliere

## Insegne
- Il nastro è verde con fascia rossa al centro circondata da due strisce oro.